# Йохан Вилхелм фон Хунолщайн
Йохан Вилхелм фон Хунолщайн (на немски: Johann Wilhelm Freiherr Vogt von Hunolstein; * 24 април 1599 в Шато-Вуе/„Дюркастел“ в Лотарингия; † 29 септември 1664 в Бреслау) е фогт и фрайхер на Хунолщайн в Морбах в Хунсрюк от младата линия на род „фогт фон Хунолщайн“. Той е офицер през Тридесетгодишната война на служба на Лотарингия и Курфюрство Бавария и на императора и се издига 1655 г. до фелдцойгмайстер. През 1648 г. за малко време е главен командир на баварската армия. През 1657 г. през Втората северна война той е императорски военен комендант в Силезия.
Той е вторият син на фогт Вилхелм фон Хунолщайн († 1607) и съпругата му Анна Мария фон Ландсберг († 1636), дъщеря на Марколф Райхард фон Ландсберг и Сузана фон Райнах. Внук е на фогт Йохан IV фон Хунолщайн (1532 – 1579) и Елизабет фон Хаген-Мотен (1540 – 1602).
Йохан Вилхелм фон Хунолщайн е издигнат на фрайхер. Внук му Франц Херман Антон Леополд фон Хунолщайн († 20 юни 1748) е издигнат на граф.

## Фамилия
Йохан Вилхелм фон Хунолщайн се жени 1628 г. за Мария Сузана Елизабет фон Щайнкаленфелс († сл. 10 юли 1669), дъщеря на Ото Николаус фон Щайнкаленфелс и фрайин Кристиана фон Хелфенщайн. Te имат 17 деца:
- Йохан Николаус фон Хунолщайн
- Мария Катарина фон Хунолщайн
- Мария Елизабет фон Хунолщайн
- Филип Кристоф Ото фон Хунолщайн (* 29 декември 1632; † 6 август 1652, Вюрцбург)
- Мария Магдалена фон Хунолщайн
- Анна Мария фон Хунолщайн
- Йохан Хуберт фон Хунолщайн
- Франц Феликс Карл фон Хунолщайн (* 12 октомври 1637; † 1675), фрайхер, фогт, женен 1666 г. за графиня Мария Елизабет Валбурга фон Хатцфелд (* ок. 1646; † 9 октомври 1706), племенница на фелдмаршал Мелхиор фон Хатцфелд; баща на граф Франц Херман Антон Леополд фон Хунолщайн († 20 юни 1748)
- Мария Валбурга фон Хунолщайн, омъжена за Шарл де Виленьов
- Франциска Елеонора Валбурга фон Хунолщайн
- Фердинанд Франц Йохан фон Хунолщайн
- Беатрикс фон Хунолщайн
- Анна Фелицитас фон Хунолщайн
- Клаудия Маргарета фон Хунолщайн
- Елизабет фон Хунолщайн
- Мария Филипина фон Хунолщайн, омъжена за Йохан Лотар фон Хедерсдорф
- Каролина Катарина фон Хунолщайн